# 타입 소거
프로그래밍 언어에서 타입 소거(type erasure), 형 소거, 타입 제거는 프로그램이 실행 시간에 실행되기 전, 프로그램에서 명시적 타입 어노테이션이 제거되는 로드 타임 프로세스이다. 프로그램에 타입이 동반될 필요가 없는 동작적 의미론은 타입 통과 의미론과 대조적으로 타입 소거 의미론이라고 명명된다. 타입 소거 의미론은 추상화 원칙으로, 프로그램의 런타임 실행이 타입 정보에 의존하지 않도록 보장한다. 제네릭 프로그래밍의 맥락에서, 타입 소거의 반대는 실체화라고 불린다.

## 타입 추론
역 연산은 타입 추론이라고 불린다. 타입 소거는 암묵적으로 타입이 지정된 언어에 대해 타입 지정을 정의하는 쉬운 방법이 될 수 있지만(암묵적으로 타입이 지정된 용어는 잘 타입이 지정된 명시적으로 타입이 지정된 람다 용어의 소거인 경우에만 잘 타입이 지정된다), 이 정의에 대한 추론 규칙을 제공하지는 않는다.

## 같이 보기
- 템플릿 (C++)
- 타입 소거의 문제점 (자바의 제네릭에서)
- 단일형화
- 타입 다형성